# Lore Durlacher
Lore Zilly Durlacher (Mannheim, 3 december 1920 –  Israël, 1991) was een Duitse verzetsstrijder van Joodse afkomst. Zij woonde tijdens de Tweede Wereldoorlog in Nederland en behoorde tot de Westerweelgroep.

## Levensloop
De ouders van Durlacher bezaten in de omgeving van Mannheim twee schoenenzaken. Tot ontzetting van haar vader en moeder voelde hun dochter zich in de jaren dertig aangetrokken tot het zionisme. Op 24 augustus 1939 vluchtte ze naar Nederland en vond werk in het Werkdorp Wieringermeer waar Joodse jongeren werden opgeleid voor emigratie naar Palestina. In 1941 ontruimden de Duitsers het dorp en kwamen de bewoners in Amsterdam terecht. Een groot deel werd kort daarna getransporteerd naar Mauthausen en verloor daar het leven.
Durlacher vond echter werk in het psychiatrische ziekenhuis Het Apeldoornse Bosch. Vlak voor de ontruiming in januari 1943 vluchtte zij en dook onder, eerst in Hilversum en daarna in Zaandijk. Met haar geblondeerde kapsel kon ze makkelijk als niet-Joods doorgaan. Ze had een vervalst paspoort op naam van Els Rijsdijk. Dat kwam van pas toen zij zich aansloot bij de Westerweelgroep, vernoemd naar de leider Joop Westerweel. De groep ontstond toen leden van de Jeugdalijah Loosdrecht collectief besloot onder te duiken met behulp van Westerweel. In de twee daarna hielp de Westerweel niet alleen de "Loosdrechters", maar ook andere Palestinapioniers.
Durlacher zocht onder andere onderduikadressen en bracht persoonsbewijzen en voedselbonnen rond. De in Kamp Westerbork vastzittende Palestinapioniers waren aanvankelijk vrijgesteld van deportatie, maar in september 1943 werd de eerste groep pioniers toch naar het oosten gestuurd. Daarop besloten de Palestinapioniers een ontsnappingsroute op te zetten. Er liep een smalspoor met een klein treintje vanuit het kamp naar het Oranjekanaal, waarmee goederen werden opgehaald en weggebracht. Via dat treintje ontsnapte een aantal pioniers. Anderen liepen met een vervalste pas het kamp uit. Durlacher wachtte hen, vaak samen met Frans Gerritsen, buiten het kamp op en bracht hen in veiligheid. Met de arrestatie van Joop Westerweel en veel andere groepsleden viel de Westerweelgroep rond april 1944 uit elkaar. In september 1944 probeerden Gerritsen en Durlacher een personentrein te laten ontsporen bij Westerbork om de transporten naar het oosten te hinderen, maar de spoorlijn werd te goed bewaakt.
Na de oorlog trouwde Durlacher met Aaron Grün, een lid van de Joodse Brigade. Ze verhuisde naar Israël, waar ze werkte als verpleegster in een kinderdorp. Ze nam de naam Orah aan.